# یواس‌اس باتان (ال‌اچ‌دی-۵)
ناو هواپیمابر یواس‌اس باتان (به انگلیسی: USS Bataan (LHD-5)) یک ناو هلیکوپتربر کلاس وسپ متعلق به نیروی دریایی ایالات متحده آمریکاست. نام‌ این کشتی، به نبرد باتاآن در فیلیپین در خلال جنگ جهانی دوم اشاره دارد.

## پیشینه

### ۲۰۰۱ تا ۲۰۰۳:عملیات آزادی بلندمدت
گروه USS Bataan Amphibious Ready (ARG) اولین کشتی‌هایی بودند که پس از حملات ۱۱ سپتامبر ۲۰۰۱ به آن‌ها پاسخ دادند. ARG Bataan بیش از ۲,۵۰۰ تفنگدار دریایی به همراه تجهیزات آن‌ها را با هدف ورود به خاک افغانستان به پاکستان رساند و بدین ترتیب عملیات آزادی بلندمدت را شروع کرد. ARG Bataan در سواحل پاکستان در ایستگاه ماند و طولانی‌ترین حمله پایدار آبی-خاکی در تاریخ ایالات متحده آمریکا را به پایان رساند، در این عملیات، ملوانان بیش از چهار ماه از کشتی پیاده نشدند.

### ۲۰۰۳ تا ۲۰۰۷: جنگ عراق
باتان یکی از پرتعداد کشتی‌های حاضر در منطقه خاورمیانه در آغاز جنگ عراق در حدود ۲۰ مارس ۲۰۰۳ بود. بعد از انتقال هلیکوپترها، نیروها و تجهیزات به‌عنوان حامل هریر به همراه ناوهواپیمابر یواس‌اس ریچارد وظیفه پشتیبانی از دو اسکادران دریایی مک‌دانل داگلاس ای‌وی-۸بی هریر ۲ را برعهده داشت.این کشتی دو بار به منطقه اعزام شد، در سومین اعزامش به خلیج فارس به ناوگان پنجم نیروی دریایی ایالات متحده آمریکا پیوست. باتان به قربانیان توفند کاترینا کمک کرد. این کشتی قبل از توفند کاترینا در نزدیکی نیواورلئان مستقر شد و از ۳۰ اوت عملیات امداد را آغاز کرد. افراد مستقر در هلیکوپترهای این کشتی از نخستین کسانی بودند که ارزیابی خسارت را ارائه دادند.

### ۲۰۰۵ :ارزیابی وی-۲۲ آسپری
باتان به عنوان یک بستر آزمایشی نیروی دریایی برای ارزیابی هواپیمای بل بوئینگ وی-۲۲ آسپری در سپتامبر ۲۰۰۵ خدمت کرده است. این کار شامل آزمایش های عملیاتی و آتش‌نشانی بود و در مجموع با هشت وی-۲۲ آسپری انجام شد.
در سال ۲۰۰۹،باتان نخستین کشتی نیروی دریایی میزبان یک اسکادران عملیاتی وی-۲۲ آسپری شد.

### ۲۰۱۴: ائتلاف هوایی در عراق
در خلال ائتلاف هوایی علیه دولت اسلامی در عراق و شام هریرهای اعزامی از باتان در ماموریت‌های شناسایی و حداقل یک حمله هوایی علیه این گروه، از جمله اولین استفاده از تفنگداران دریایی در برابر اهداف تحت کنترل گروه داعش بودند.